# Panathinaikos FC
Panathinaikos FC este un club de fotbal din Atena, Grecia care evoluează în Superliga Greacă.

## Palmares
- Prima Divizie din Grecia (20x):  1930, 1949, 1953, 1960, 1961, 1962, 1964, 1965, 1969, 1970, 1972, 1977, 1984, 1986, 1990, 1991, 1995, 1996, 2004, 2010

- Cupa Greciei: 1940, 1948, 1955, 1967, 1969, 1977, 1982, 1984, 1986, 1988, 1989, 1991, 1993, 1994, 1995, 2004, 2014

- Supercupa Greciei (3x):[1] 1988, 1993, 1994

- Cupa Balcanică (1x): 1978

În 1971 a participat în finala Cupa Campionilor Europeni alături de Ajax Amsterdam folosind următorii jucători: Takis Ikonomopoulos, Giorgos Tomaras, Anthimos Kapsis, Fragiskos Sourpis, Giorgos Vlachos, Totis Filakouris, Kostas Eleftherakis, Dimitrios Domazos, Antonis Antoniadis, Charis Grammos, Aristidis Kamaras.

## Lotul actual
La 13 septembrie 2024
| Nr. |                            | Poziție | Jucător                                      |
| --- | -------------------------- | ------- | -------------------------------------------- |
| 1   | Rusia                      | P       | Yuri Lodygin                                 |
| 2   | Grecia                     | F       | Georgios Vagiannidis                         |
| 3   | Germania                   | F       | Philipp Max                                  |
| 4   | Spania                     | M       | Rubén Pérez                                  |
| 5   | Țările de Jos              | F       | Bart Schenkeveld (al 4-lea căpitan)          |
| 6   | Grecia                     | M       | Zeca (vice-căpitan)                          |
| 7   | Grecia                     | A       | Fotis Ioannidis (captain)                    |
| 8   | Maroc                      | M       | Azzedine Ounahi (împrumutat de la Marseille) |
| 9   | Slovenia                   | A       | Andraž Šporar                                |
| 10  | Brazilia                   | M       | Tetê                                         |
| 11  | Grecia                     | M       | Tasos Bakasetas (al 3-lea căpitan)           |
| 14  | Statele Unite ale Americii | F       | Erik Palmer-Brown                            |
| 15  | Islanda                    | F       | Sverrir Ingi Ingason                         |
| 16  | Slovenia                   | M       | Adam Gnezda Čerin                            |
| 17  | Argentina                  | M       | Daniel Mancini                               |
| 18  | Grecia                     | M       | Dimitrios Limnios                            |

| Nr. |               | Poziție | Jucător                   |
| --- | ------------- | ------- | ------------------------- |
| 20  | Serbia        | M       | Nemanja Maksimović        |
| 21  | Croația       | F       | Tin Jedvaj                |
| 23  | Islanda       | F       | Hörður Björgvin Magnússon |
| 25  | Serbia        | F       | Filip Mladenović          |
| 27  | Grecia        | F       | Giannis Kotsiras          |
| 28  | Uruguay       | M       | Facundo Pellistri         |
| 29  | Suedia        | A       | Alexander Jeremejeff      |
| 31  | Serbia        | M       | Filip Đuričić             |
| 32  | Grecia        | F       | George Baldock            |
| 44  | Grecia        | M       | Georgios Nikas            |
| 52  | Țările de Jos | M       | Tonny Vilhena             |
| 55  | Brazilia      | M       | Willian Arão              |
| 69  | Polonia       | P       | Bartłomiej Drągowski      |
| 77  | Slovenia      | M       | Benjamin Verbič           |
| 81  | Albania       | P       | Klidman Lilo              |